# Zwartknobbelmuskaatduif
De zwartknobbelmuskaatduif (Ducula myristicivora) is een vogel uit de familie der Columbidae (Duiven en tortelduiven).

## Verspreiding en leefgebied
Deze monotypische soort komt voor op de eilanden ten noordwesten van Nieuw-Guinea. 